# سيريلة صغيرة الهالات
سيريلة صغيرة الهالات (الاسم العلمي: Cyrilla microareolata) هي نوع من النباتات تتبع جنس السيريلة من فصيلة السيريلية.